# Ågård (Kettrup Sogn)
 For alternative betydninger, se Ågård. (Se også artikler, som begynder med Ågård)
Ågård er en herregård i Kettrup Sogn i det gamle Thisted Amt lige syd for Fjerritslev i Jammerbugt Kommune. Gården var hjemsted for den kendte adelsslægt Gyldenstierne i ca. 300 år. Gården er kendt i 1397 under navnet Agarth. Man kender ikke alderen på hovedbygningen, der er i én etage med to sidefløje, der oprindelig har været i bindingsværk. I haven ligger et voldsted af en ældre borg og to fredede banker. En måler 31 x 35 m, den anden lavere er ca. 45 x 45 m. Det menes at borgen er blevet ødelagt af en brand, muligvis i 1441.
Ågård Avlsgård er på 436 hektar med Bisgård og Haverslev Vestergård.
Ligger på adressen:Aggersundvej 81, 9690 Fjerritslev.

## Ejere af Ågård
- (1355-ca. 1380) Erik Nielsen Gyldenstierne
- (ca. 1380-ca. 1388) Niels Eriksen Gyldenstierne (søn)
- (ca. 1388-ca. 1410) Peder Nielsen Gyldenstierne (søn)
- (ca. 1410-1456) Niels Pedersen Gyldenstierne (søn)
- (1456-ca. 1503) Mourits Nielsen Gyldenstierne (søn)
- (ca. 1503-ca. 1509) Anne Mouritsdatter Gyldenstierne (datter)
- (ca. 1509-1541) Predbjørn Clausen Podebusk (ægtemand)
- (1541-1545) Anne Mouritsdatter Gyldenstierne (enke)
- (1545-1550) Jytte Predbjørnsdatter Podebusk (datter) (parthaver)
- (1550-1560) Knud Henriksen Gyldenstierne (ægtemand) (eneejer)
- (1560-1592) Henrik Knudsen Gyldenstierne
- (1592-1627) Knud Henriksen Gyldenstierne
- (1627-1630) Sophie Lindenov (enke)
- (1630-1635) Margrethe Rosenkrantz (moder)
- (1635-1674) Henrik Rantzau (svigersøn)
- (1674-1676) Frands Rantzau (broder)
- (1676-1693) Rudolph Günter von Grabow (svigersøn)
- (1693-1701) Rudolph Günter von Grabow og Peder Benzon (svoger)
- (1701-1737) Frands Rantzau Benzon (søn af P. Benzon)
- (1737-1738) Frederik Kiærskiold
- (1738-1740) Inger Pop (enke)
- (1740) Christiane Marie Kiærskiold (datter)
- (1740-1748) Johan Henrik Rantzau (ægtemand)
- (1748-1749) Christiane Marie Kiærskiold (enke)
- (1749-1779) Laurs Schipper Hviid
- (1779-1787) Anne Marie Christensdatter (enke)
- (1787-1794) Christen Hviid (søn)
- (1794-1815) Mathias Hviid (broder)
- (1815-1822) Mariane Hviid (enke)
- (1822-1828) Johan Caspar Mylius
- (1828-1842) Statskassen
- (1842-1848) Erik Christian Storm og N. Nyholm
- (1848-1886) Carl Emil Roulund
- (1886-1887) Louise Frederikke Roulund, født Schjødte (enke)
- (1887-1891) Knud Imanuel, Hedevig Elisbeth, Johanne Lucie og Carl Christian Roulund (børn)
- (1891-1914) Hedevig Elisbeth og Johanne Lucie Roulund
- (1914-1915) V. H. Hane-Schmidt og Jens Roesen
- (1915-1916) Carl Christian Gravesen (søstersøn til Hane-Schmidt)

Hovedbygningen
- (1916-?) Carl Christian Gravesen
- (1961-?) Poul Meisner

Avlsgården
- (1916-1917) Jens Amtoft og Christian S. Eriksen
- (1917-?) Christian A. Dreyer
- (?-?) Regitze og Herdis Dreyer (døtre)
- (1995-) Valdemar Johannes Møller og Michael Møller